# Зграда ПРИЗАД-а (Танјуг)
Зграда ПРИЗАД-а (ТАНЈУГ) се налази у Београду, на Обилићевом венцу 2, због својих архитектонско-урбанистичких и културно-историјских вредности објекат представља непокретно културно добро као споменик културе.
Време пред избијање Другог светског рата било је време растуће нестабилности, инфлације и духовног притиска тоталитарних режима. Институција која је подигла објекат – Привилеговано извозно друштво – јачала је на таласу инфлације и потреби државе да унапреди извоз. Будући да је имало посебан значај за привреду земље, а до тада функционисало по изнајмљеним просторима, друштво је подигло сопствени, луксузни, монументални дом.
На основу конкурса спроведеног 1937. године, а према пројекту архитекте Богдана Несторовића током 1938—1939. године подигнута је административна зграда Привилегованог извозног акционарског друштва (ПРИЗАД). Будући да терен природно пада од Обилићевог венца ка Сави, објекат се нашао у доминантном положају. С једне стране решен у ортогоналној схеми два везана пилона, а с друге у препознатљивој лучној форми, фасаде објекта су ритмично издељене помоћу стилизованих пиластера у модернистичком духу и маниру, као и неутралном растеру прозорских отвора. Монументални карактер објекта захтевао је и облогу од танких камених плоча која је примењена и у ентеријеру хола. Градња је коштала 16 милиона динара.
У обликовању овог објекта безорнаменталне модернистичке архитектуре, видан је утицај архитектуре тоталитарних режима (Италије и Немачке), али и утицај француског монументализма. Складним односом форме и прочишћених безорнаменталних фасада објекат се издваја као значајно остварење београдског градитељства четврте деценије прошлог века и заузима истакнуто место у стваралачком опусу архитекте Богдана Несторовића. ПРИЗАД се преселио у нову зграду новембра 1939. - зграда је освећена 26-ог.
После рата у објекту се налазило седиште ОЗНЕ. Од почетка шездесетих година 20. века у згради је седиште ТАНЈУГ-а (Телеграфске агенције Нове Југославије), изузетно значајне јавне установе. Од тог времена у холу објекта постављена је стојећа скулптура Моше Пијаде, дугогодишњег новинара и публицисте.